# Luo Zhenyu

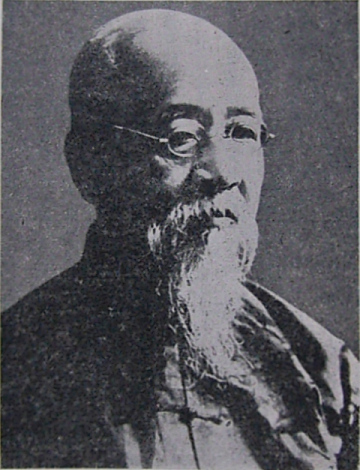
Luo Zhenyu

Luo Zhenyu (chinesisch 羅振玉 / 罗振玉, Pinyin Luō Zhènyù; geboren 8. August 1866 in Shangyu, Provinz Zhejiang in China; gestorben 14. Mai 1940 in Republik China) war ein chinesischer Gelehrter und Autor der späten Qing-Dynastie und der Republik China.

## Leben und Wirken
Luo Zhenyu führte ursprünglich den Vornamen Shugong (叔言), sein Künstlername war Xuetang (雪堂). Im Jahr 1909 wurde er auf Empfehlung von Zhang Zhidong (18371909) zum Direktor der landwirtschaftlichen Hochschule der Universität Peking ernannt, doch nach der Xinhai-Revolution von 1911 zog er sich mit seiner Schwiegertochter Wang GuoWei (王国維) nach Japan zurück, wo er sieben Jahre lang mit seinen alten Bekannten Naitō Honan (1866–1934), auch Naitō Torajirō genannt, Kano Naoki (1868–1947) und anderen lebte. Er war einer der ersten, der den Wert der Orakelschriften erkannte, die zu Beginn des 20. Jahrhunderts aus den Ruinen von Shang und Dunhuang auftauchten, und die er zu Sammeln und zu Ordnen sich bemühte.
Während seines Aufenthalts in Japan veröffentlichte Luo Zhenyu eine Reihe von Materialsammlungen, darunter die „Mingsha Stone Room Errata“ (鳴沙石室佚書) und die „Ryusha Crouching Letters“ (流沙墜簡) sowie die „Inscriptions on Munro Tomb“ (芒洛冢墓遺文). Er veröffentlichte darüber hinaus eine Reihe von Dokumentensammlungen. 1919 kehrte er nach China zurück und lebte in Tianjin, wo er Lehrer von Puyi, dem Kaiser der Xuan-Tong-Dynastie, wurde. Er war oft anderer Ansicht als Zheng Xiaoxu (1860–1938), Puyis anderer Berater. In dieser Zeit veröffentlichte Luo auch eine Reihe von Dokumenten aus der Ming- und Qing-Dynastie im Archiv des Palastkabinetts.
Im Jahr 1937, im Alter von 72 Jahren, zog Luo sich zurück und lebte bis zu seinem Tod im Juni 1940 im Alter von 75 Jahren in Lüshunkou, einem Stadtbezirk von Dalian. Neben den oben genannten Werken gab er die Sammlungen von Gold- und Steinschriften „Sandai jijin wenkun“ (三代吉金文存) und „Jingzhōdō shūkō yiwen“ (貞松堂集古遺文) und weiter mehr als 400 seltene Bücher und Dokumente heraus. Diese sind in sieben Bänden der „Entire Collection of Master Luo Xuetang“ (羅雪堂先生全集) veröffentlicht worden.